# Astacilla bocagei
Astacilla bocagei es una especie de crustáceo isópodo marino de la familia Arcturidae.

## Distribución geográfica
Se distribuye por el Atlántico ibérico, desde las costas de Lisboa hasta el estrecho de Gibraltar.